# Абельский, Залман-Лейб
За́лман-Лейб А́бельский (при рождении Зяма Шмеркович Абельский; 1927, Москва — 27 июня 2014, Кишинёв) – иудейский религиозный деятель, главный раввин Молдавии и Кишинёва, писатель
.

## Биография
Деда по матери звали Иешая-Зуся Буйдеров – по названию украинского городка Средние Буды, где тот был раввином. После революции дед переехал в Москву, где стал раввином любавичских хасидов. Отец был подпольным шойхетом.
После начала Великой Отечественной войны был с родителями Шмеркой Мовшевичем Абельским (1901—?), кладовщиком, и Рахилью Исааковной (1907—?), швеёй, и младшим братом Шоломом (1928) эвакуирован из Москвы. «Во время войны мы эвакуировались, – рассказывает реб Залман. –  Учился я в подпольной ешиве в Самарканде. После войны, когда любавичские хасиды бежали из СССР, прихватили и меня. Всю ешиву из Самарканда вывезли в Европу. Это было в 1946 году. Когда мы бежали из Советского Союза, получилось так, что нас разбили на три группы. Специально это не планировалось. Люди, которые работали с беженцами, направляли нас туда, где было свободное место. Получилось так, что часть попала в Вену, часть в Германию, часть в Париж. А потом все перебрались в Париж, и из Парижа Ребе распространил всех по всему миру. Наша ешива была в лагере Вальдштадт под Мюнхеном, там я проучился целый год. Оттуда в 1948 году меня еще предыдущий, шестой Ребе направил в Румынию посланником».
Там занимался еврейским образованием. После работы в Бухаресте получил указание приехать в Эрец Исроэл, поселился в Кфар-Хабаде, и начал организовывать школы и детские сады в Иерусалиме, Кфар-Сава, Яффе и Зарнуге (возле города Реховот).
Работал преподавателем, потом директором школы.
После начала перестройки направлен в Молдавию в качестве эмиссара общины Хабад Любавич. Сразу после приезда открыл ешиву «Томхей Тмимим», где начали работать кружки, различные учебные учреждения.
Только в старости выучил русский язык. Да так, что говорит на нем без малейшего акцента.
За 25 лет пребывания в Молдавии много сделал для возрождения религиозной жизни в стране. Сейчас в Молдавии есть общины не только в Кишиневе, но и в Тирасполе, Бендерах, Бельцах, Археях. В этих городах открыты синагоги, работают кружки. Благодаря ему — многие евреи имеют возможность сегодня и жениться под хупой, и отметить бар мицву и другие ритуалы иудаизма, подзабытые к концу 1980-х годов.
Стоял у истоков первых на территории бывшего СССР парадов Лаг ба-Омер. Председатель Федерации еврейских общин Молдавии.
Автор книг «Маараль из Праги», «Праведник — основа мира (Из архивов и документов Любавичского Ребе)», «Дочь шаха». Еще пять рукописей ждут своей очереди быть изданными.
После смерти З.-Л. Абельского главой хабадской общины в Молдавии стал его сын Зуша Абельский.